# 2. Deutsche Volleyball-Bundesliga 1989/90 (Männer)
Die Saison 1989/90 der 2. Volleyball-Bundesliga der Männer war die sechzehnte Ausgabe dieses Wettbewerbs.

## 2. Bundesliga Nord
Meister und Aufsteiger in die 1. Bundesliga wurde der 1. SC Norderstedt. Absteiger in die Regionalliga waren TVK Wattenscheid, TuS 1859 Hamm und VfK Südwest Berlin.

### Mannschaften
In dieser Saison spielten folgende zehn Mannschaften in der 2. Bundesliga Nord der Männer:
- Post SV Berlin
- VfK Südwest Berlin
- MTV Celle
- Dürener TV
- VV Humann Essen
- VC Hohenlimburg
- TuS 1859 Hamm
- 1. SC Norderstedt
- TVK Wattenscheid
- SV Bayer Wuppertal

Absteiger aus der 1. Bundesliga gab es keine. Aus der Regionalliga stiegen der Post SV Berlin und der VfK Südwest Berlin (Nord) sowie der TuS 1859 Hamm (West) auf. Die Mannschaft des TV Hörde wechselte zum VC Hohenlimburg.

### Tabelle
|                         | Verein             | Spiele | Punkte | Sätze |
| ----------------------- | ------------------ | ------ | ------ | ----- |
| 1.                      | Norderstedt        | 18     |        |       |
| 2.                      | Wuppertal          | 18     |        |       |
| 3.                      | Post Berlin        | 18     |        |       |
| 4.                      | Celle              | 18     |        |       |
| 5.                      | Düren              | 18     |        |       |
| 6.                      | Essen              | 18     |        |       |
| 7.                      | Hohenlimburg       | 18     |        |       |
| 8.                      | Hamm (N)           | 18     |        |       |
| 9.                      | Südwest Berlin (N) | 18     |        |       |
| 10.                     | Wattenscheid       | 18     |        |       |
| Stand: Abschlusstabelle |                    |        |        |       |

|     | Aufsteiger in die Bundesliga    |
|     | Absteiger in die Regionalliga   |
| (N) | Aufsteiger aus der Regionalliga |

## 2. Bundesliga Süd
Meister und Aufsteiger in die 1. Bundesliga wurde der USC Gießen. Auch der Zweitplatzierte TuS Kriftel stieg auf. Absteiger in die Regionalliga war der VBC Ludwigshafen, das Internat Hoechst zog sich zurück.

### Mannschaften
In dieser Saison spielten folgende elf Mannschaften in der 2. Bundesliga Süd der Männer:
- TV Aschaffenburg
- USC Gießen
- Eintracht Frankfurt
- Internat Hoechst
- TuS Kriftel
- TV Landau
- VBC Ludwigshafen
- VGF Marktredwitz
- TG Rüsselsheim
- FTM Schwabing
- VfL Sindelfingen

Absteiger aus der 1. Bundesliga war Eintracht Frankfurt. Aus der Regionalliga stiegen der VBC Ludwigshafen (Südwest) und der VfL Sindelfingen (Süd) auf. Die Junioren des Internats Hoechst hatten ein Sonderspielrecht.

### Tabelle
|                         | Verein           | Spiele | Punkte | Sätze |
| ----------------------- | ---------------- | ------ | ------ | ----- |
| 1.                      | Gießen           | 20     |        |       |
| 2.                      | Kriftel          | 20     |        |       |
| 3.                      | Schwabing        | 20     |        |       |
| 4.                      | Marktredwitz     | 20     |        |       |
| 5.                      | Sindelfingen (N) | 20     |        |       |
| 6.                      | Hoechst (S)      | 20     |        |       |
| 7.                      | Aschaffenburg    | 20     |        |       |
| 8.                      | Frankfurt (A)    | 20     |        |       |
| 9.                      | Rüsselsheim      | 20     |        |       |
| 10.                     | Landau           | 20     |        |       |
| 11.                     | Ludwigshafen (N) | 20     |        |       |
| Stand: Abschlusstabelle |                  |        |        |       |

|     | Aufsteiger in die Bundesliga               |
|     | Absteiger in die Regionalliga bzw. Rückzug |
| (A) | Absteiger aus der 1. Bundesliga            |
| (N) | Aufsteiger aus der Regionalliga            |
| (S) | Sonderspielrecht                           |